# Varakļāni
 Varakļāni (németül: Warkland) kisváros Lettországban.

## Fekvése
Varakļāni Latgale központi részén, Rēzeknétől 44 km-re nyugatra helyezkedik el.

## Története
A hely először 1226-ban Warkland néven szerepelt a Rigai érsekség birtoknyilvántartásában. A birtokot 1583-ban vásárolta meg a Borch család. 1772-ben Lengyelország első felosztásakor a terület, és ezzel együtt a birtok is, orosz fennhatóság alá került. A közben grófi címet kapott Michael Borch 1789-ben kastélyt, angolkertet, és a kor divatjának megfelelően csónakázótavat építtetett a családi birtokon. 1854-ben épült a település katolikus temploma. Varakļāni 1928-ban kapott városi jogokat.